# Kính Mẫn Hoàng quý phi
Kính Mẫn Hoàng quý phi (chữ Hán: 敬敏皇貴妃; ? - 25 tháng 7 năm 1699), Chương Giai thị, nguyên gọi Mẫn phi (敏妃), là một phi tần của Thanh Thánh Tổ Khang Hi Hoàng đế.
Bà là mẹ của Di Hiền Thân vương Dận Tường, một trong số ít các Hoàng đệ ủng hộ Thanh Thế Tông Ung Chính Hoàng đế. Vì lý do đó, tuy Chương Giai thị chỉ là một phi tần vô sủng của Khang Hi Đế và mất từ rất sớm, nhưng Ung Chính Đế vẫn truy tặng tước vị Hoàng quý phi, còn trịnh trọng nhập táng vào Địa cung của Cảnh lăng, khai sinh ra tiền lệ đưa Hoàng quý phi nhập táng vào "Địa cung" mà không theo thông lệ đưa vào "Phi viên tẩm" trong hoàng lăng của triều Thanh.

## Tiểu sử
Kính Mẫn Hoàng quý phi, họ Chương Giai thị (章佳氏), cũng gọi Trương Nhã thị (张雅氏), xuất thân Tương Hoàng kỳ Bao y, một tầng lớp nô bộc phục vụ hoàng thất nhà Thanh, Thanh sử cảo ghi bà là con gái của Tham lĩnh Hải Khoan (海寬). Theo Bát Kỳ thị tộc tông phổ (八旗氏族通谱), Chương Giai vốn là tên vùng đất, sau lấy đó làm họ. Nguyên tổ của dòng họ là Tốn Trát Tề (逊扎齐) vốn là Tương Hoàng kỳ, đến vùng này sinh sống, sau sinh ra hậu duệ. Trưởng tử Tô Nhĩ Thái (苏尔泰) làm Thượng tứ viện Đại thần, còn thứ tử Đạt Nhĩ Thái (达尔泰) nhậm Bao y Tá lĩnh, cháu ông chính là Hải Khoan, nguyên nhậm Nhị đẳng Thị vệ, Tham lĩnh kiêm Tá lĩnh. Tuy nhiên, trong Chương Giai thị tộc phổ (章佳氏族谱), cha sinh của bà là Thạc Sắc (硕色), làm chức Chính lục phẩm Thụ thiêu Kỵ giáo, còn Hải Khoan là huynh trưởng của Thạc Sắc.
Xuất thân từ Tương Hoàng kỳ Bao y, Chương Giai thị có lẽ do Nội vụ phủ tuyển làm Cung nữ tử mà nhập cung. Không rõ bà nhập cung khi nào, ban đầu bà có lẽ như Lương phi Vệ thị, ứng kì tuyển dụng phân phó vào hầu các chủ tử khác (vì Hoàng đế không có cung nữ theo hầu mà chỉ có Thái giám), sau đó được Khang Hi Đế sủng hạnh.
Năm Khang Hi thứ 25 (1686), Chương Giai thị hạ sinh Hoàng thập tam tử Dận Tường. Năm thứ 26 (1687), ngày 27 tháng 11 (âm lịch), Chương Giai thị lại hạ sinh Hoàng thập tam nữ, tức Hòa Thạc Ôn Khác Công chúa. Năm thứ 30 (1691), ngày 6 tháng 1 (âm lịch), Chương Giai thị tiếp tục hạ sinh Hoàng thập ngũ nữ, tức Hòa Thạc Đôn Khác Công chúa. Dù sinh hạ liên tiếp Hoàng tử Hoàng nữ, nhưng theo thân phận thấp cùng với quy chế hậu cung bấy giờ, Chương Giai thị vẫn không thụ hưởng phong vị nào.
Năm Khang Hi thứ 38 (1699), tháng 7, cung nhân Chương Giai thị qua đời, không rõ bao nhiêu tuổi, lúc này bà mới được tặng làm Mẫn phi (敏妃). Khoảng 3 tháng sau (tháng 10 cùng năm), quan tài của bà nhập an táng Phi viên tẩm của Cảnh lăng (景陵), Thanh Đông lăng.
Khoảng năm Ung Chính, con trai thứ hai của Hải Khoan là Cáp Đại (哈大) do duyên cố của Di Thân vương Dận Tường, được xóa đi thân phận Bao y. Ung Chính Đế vì rõ ràng trân trọng em trai, sẵn sàng xóa đi thân phận Bao y cho gia tộc của Mẫn phi, lại truy tặng vượt cấp cho Mẫn phi thành Hoàng quý phi, thụy hiệu thành [Kính Mẫn Hoàng quý phi], đưa quan tài của Kính Mẫn Hoàng quý phi rời khỏi Phi viên tẩm, phụ táng Cảnh lăng. Từ đây khai sinh ra tiền lệ Hoàng quý phi bồi táng của nhà Thanh.

## Hậu duệ
1. Dận Tường [胤祥], thụy hiệu Di Hiền Thân vương (怡贤亲王).
2. Hòa Thạc Ôn Khác Công chúa [和硕温恪公主; 1687 - 1709], Hoàng thập tam nữ, sinh ngày 27 tháng 11 (âm lịch) năm Khang Hi thứ 26, mất ngày 21 tháng 6 (âm lịch) năm Khang Hi thứ 48. Hạ giá lấy Đỗ Lăng Quận vương Thương Tân (仓津), thuộc Bát Nhĩ Tế Cát Đặc thị của Ông Ngưu Đặc bộ (翁牛特部).
3. Hòa Thạc Đôn Khác Công chúa [和硕敦恪公主; 1691 - 1709], Hoàng thập ngũ nữ, sinh ngày 6 tháng 1 (âm lịch) năm Khang Hi thứ 30, mất tháng 12 năm Khang Hi thứ 48. Hạ giá lấy Đài cát Đa Nhĩ Tế (多尔济) của Khoa Nhĩ Thấm.

## Trong văn hóa đại chúng
Năm 2013, được đảm nhận bởi Huỳnh Thánh Y và Dương Dung trong hai bộ phim Cung Tỏa Trầm Hương và Ngã Vi Cung Cuồng.